# إليم تشان
إليم تشان (في الصينية: 陳以琳، ولدت في 18 نوفمبر 1986)، هي قائدة فرقة موسيقية من هونغ كونغ. كانت إليم تشان القائدة الرئيسية لأوركسترا أنتويرب السيمفوني من موسم الحفلات 2019-2020، وكان الضيف الدائم للأوركسترا الملكية الاسكتلندية الوطنية من موسم 2018-2019.

## النشأة
في عام 1986، ولدت تشان في هونغ كونغ. عندما كانت شابة، عزفت على التشيلو والبيانو، وغنت في الجوقات. التحقت تشان بمدرسة الرجاء الصالح (النموذج الأول).

## التعليم
كانت تشان طالبة في الصف السادس في كلية العالم المتحد لى بو تشون في هونغ كونغ.
بدأت تشان دراستها في كلية سميث بالولايات المتحدة بهدف أن تصبح طبيبة. بعد تجربة أولية في قيادة الفرقة الموسيقية خلال سنتها الثانية بالكلية، غيرت مسار دراستها وتخرجت بدرجة بكالوريوس الآداب في الموسيقى في عام 2009.
انتقلت تشان إلى جامعة ميشيغان، آن أربور للدراسات العليا في الموسيقى. في ميشيغان، كان من بين معلميها كينيث كيسلر. وقد كانت منتجة موسيقية في أوركسترا جامعة ميشيغان، وأوركسترا ميشيغان بوبس (2012-2013). حصلت على درجة ماجستير الموسيقى في الأوركسترا من ميتشيغان في عام 2011 ، ودكتوراه في الفنون الموسيقية في عام 2015.

## الحياة المهنية
في ديسمبر 2014، في سن 28، فازت تشان بمسابقة التوزيع الموسيقي Donatella Flick LSO، وهي أول قائدة فرقة موسيقية تفوز بالمسابقة في تاريخها. وبسبب فوزها بالمسابقة، تم تعيينها لاحقًا مساعدة قائد فرقة أوركسترا لندن السيمفونية، لمدة عام واحد من 2015-2016. شاركت أيضًا في فصول الماجستير مع قائد الأوركسترا برنارد هايتينك.
في أبريل 2016، أعلنت أوبرا نورلاندعن تعيين تشان كقائد الفرقة الموسيقية الرئيسية، اعتبارًا من عام 2017، بعقد أولي مدته 3 سنوات. في يناير 2017 ، قامت بأول ظهور لها كضيف مع الأوركسترا الملكية الاسكتلندية الوطنية (RSNO). وعادت كقائدة فرقة موسيقية ضيفة مع RSNO بعد أسبوعين كبديل لحالات الطوارئ لـ Neeme Järvi. بناءً على ظهورها، عينت RSNO تشان كقائد الأوركسترا الرئيسية التالية، اعتبارًا من يونيو 2017.
في نوفمبر 2017، قادت تشان أوركسترا أنتويرب السيمفونية. وعادت كقائدة ضيفة في أنتويرب في مارس 2018. واستناداً إلى عرضها، في مايو 2018، أعلنت الأوركسترا تعيين تشان كقائدة موسيقية جديدة، اعتبارًا من موسم 2019-2020. وكانت تشان أول وأضغر قائدة للأوركسترا يتم تعيينها على الإطلاق كقائد رئيسي للأوركسترا.

## الحياة الشخصية
تزوجت إليم تشان من عازف الإيقاع الهولندي Dominique Vleeshouwers ، الحاصل على جائزة الموسيقى الهولندية (Nederlandse Muziekprijs) في عام 2020.